# Bunuri mobile din domeniul artă decorativă clasate în patrimoniul cultural național al României aflate în Argeș
Acestă listă conține bunurile mobile din domeniul artă decorativă clasate în Patrimoniul cultural național al României aflate la momentul clasării în Argeș.

## Fond
| Foto | Informații generale                    | Detalii tehnice                                                                    | Descriere | Deținător                      | Legături |
| ---- | -------------------------------------- | ---------------------------------------------------------------------------------- | --- | ------------------------------ | -------- |
|      | Păcală Autor: Ștefăniță, Elisabeta     | Datare: 1955 Dimensiuni: 84x53 cm Material: fire textile cusute cu acul pe pânză   | Lucrătură reprezentativă pentru domeniul artei naive cu inspirație din poveștile populare. Cromatica de verde, albastru, ocru, având un desen de personaje și animale specific genului naiv. Semnat pe spate stânga jos. | Muzeul Județean Argeș, Pitești | Cimec    |
|      | Tapiserie Autor: Ștefăniță, Elisabeta  | Datare: 1953 Dimensiuni: 148x108 cm Material: fire textile cusute cu acul pe pânză | Realizare plastică în maniera artei naive cu aglomerare cromatică și subiecte diverse traiul de zi cu zi. Împărțire sub formă de casete în lungul lucrării. Compoziție deosebită, reprezentativă pentru tipologia artei naive. Semnat pe spate stânga jos.                                                                                     | Muzeul Județean Argeș, Pitești | Cimec    |
|      | Patrioții Autor: Ștefăniță, Elisabeta  | Datare: 1953 Dimensiuni: 157x67 cm Material: fire textile cusute cu acul pe pânză  | Lucrare specifică artei naive cu particularități de compoziție atât în desen, cât și în culoare. Frecvența personajelor este distribuită pe întreaga suprafață, dinamizând subiectul lucrării; raritate în domeniul artei naive. Semnat pe spate stânga jos.                                                                                   | Muzeul Județean Argeș, Pitești | Cimec    |
|      | Miorița Autor: Ștefăniță, Elisabeta    | Datare: 1956 Dimensiuni: 87x60 cm Material: fire textile cusute cu acul pe pânză   | Versiune a baladei Miorița exemplificată prin descrierea narativă în viziunea artei naive. Lucrare expresivă, atât cromatic, cât și ca împărțirea suprafeței lucrate. Culori de verde, brun, ocru, albastru cu chenar negru. | Muzeul Județean Argeș, Pitești | Cimec    |
|      | Cutremurul Autor: Ștefăniță, Elisabeta | Datare: 1957 Dimensiuni: 105x66 cm Material: fire textile cusute cu acul pe pânză  | Lucrare împărțită în mai multe cadre vizuale cu întâmplări povestite narativ de artistul naiv. Întreaga compoziție este fărămițată, având totuși un centru de interes, în partea de sus a lucrării, unde se află mai multe personaje colorate intens în roșu și albastru. Lucrare semnificativă pentru arta naivă. Semnat pe spate stânga jos. | Muzeul Județean Argeș, Pitești | Cimec    |